# Paul Hajze
Paul Hajze (Berlin, 15. mart 1830 — Minhen, 2. april 1914) bio je njemački književnik.
Poznat je po svojim novelama. Bio je član minhenskog pjesničkog kruga koji je osnovao kralj Maksimilian II. Godine 1910. dobitnik je Nobelove nagrade za književnost.

## Djela
- „Nove novele“ (1862)
- „Protiv struje“ (1907)